# Mamba Nation
Pour les articles homonymes, voir Mamba (homonymie) et MN.
 (avril 2011).
Si vous disposez d'ouvrages ou d'articles de référence ou si vous connaissez des sites web de qualité traitant du thème abordé ici, merci de compléter l'article en donnant les références utiles à sa vérifiabilité et en les liant à la section « Notes et références ».
Mamba Nation (MN) est un métavers (ou univers virtuel) en 3D développé par la société Mimesis Republic. Cet univers permet à ses utilisateurs d'incarner un ou des personnages virtuels en connexion avec leur vie réelle grâce à des réseaux sociaux tels que Facebook comme passerelle.

## Principe
L'utilisateur entre dans cet univers via le site internet officiel ou une application Facebook.

## Histoire
Au début, Black Mamba était un label musical de musiques urbaines, qui a rencontré un grand succès en 2007, notamment avec son single phare Ghetto Millionnaire. Pour accompagner ce titre, et celui de Il n'en restera qu'un, des clips ont été réalisés avec des avatars dans un univers virtuel proche du réel en 3D. Une idée folle a très vite germé dans la tête de ses concepteurs, pourquoi ne pas lier la musique à un univers virtuel en 3D ludique, social, connecté au réel et facilement accessible pour tous?
Le projet a réellement commencé fin 2007, avec une petite structure qui s'est créée pour mener à bien ce projet Mimesis Republic. Durant deux ans, la société a réalisé de la recherche et développement pour trouver des solutions techniques et conceptuelles innovantes pour répondre aux attentes ambitieuses du projet.
Le 1er septembre 2009, Mimesis Republic ouvre une version alpha du service qui s'appelait à l'époque Black Mamba Nation. Les premiers décors, les premières animations d'avatar, les premiers streams de vidéo et de captures de photo sont visibles. Cette version, simple mais ludique, permit de valider le concept et la solution technique. Après ce succès, les choses se sont enchaînées rapidement, une première application Facebook Bubbler sort en janvier 2010. Cette application permettait de commenter des posts et des images grâce à son propre avatar en 3D. Le lien avec les réseaux sociaux était fait.
Au printemps 2010, Black Mamba Nation ferme et est remplacé par la Mamba Nation qui ouvre officiellement ses portes en bêta fermée. En parallèle, trois applications Facebook sont réalisées Gossip, qui permet d'envoyer des rumeurs sur ses amis, French Touch qui permet de réaliser des actions vers ses amis et Vcast qui permet d'envoyer des cartes postales animées. Durant la semaine du 11 juin 2010, Gossip qui n'était qu'une application de test de mécanismes sociaux s'est retrouvée 5e dans le top mondial des applications Facebook qui ont connu le plus de croissance au cours des 7 derniers jours avec +242,740 utilisateurs, alors que celle-ci n'était qu'en français.
En septembre 2010, Mamba Voice fait son apparition avec le concept de fameline, qui consiste à pouvoir visualiser et publier ses traces de moments virtuels dans sa vie réelle, représentées par une photo et un Com. La première expérience en 3D directement intégrée dans une application Facebook Gossip Quizz fait également son apparition.
En mars 2011, un éditeur d'avatar web est lancé avec un système d'accompagnement de l'utilisateur pour faire ses premiers pas dans l’expérience. La bêta fermée, uniquement dans la Mamba Nation, aura réuni sur un an près de 175 000 utilisateurs.
Le 7 avril 2011, la bêta ouverte est lancée durant une conférence de presse en présence des plus importantes entreprises de l'internet français pour soutenir le projet (Allociné, Dailymotion, Meetic, Iliad, Pixmania, etc.), de grands groupes mondiaux tel que PPR ou Universal Music et des médias tels que Trace TV.

## Technologie
L'univers virtuel est accessible au sein d'un navigateur Web à travers une applet Java. L'intégralité de son contenu est streamé, aucun client n'est à installer sur l'ordinateur de l'utilisateur.

## Modèle économique
La société mise sur un modèle Freemium, l'accès au service est gratuit mais pour obtenir ou utiliser certains biens virtuels tels que des vêtements ou des animations d'avatar, les utilisateurs doivent acheter des « Blings » ou des « Vibes », les monnaies virtuelles du site. La société vise un taux de 3 à 10 % d'utilisateurs payants pour financer son service et être rentable sous 2 ans.
La société mise également sur la publicité et les événements qu'elle organisera dans ses salons 3D grâce à ces nombreux partenaires. Elle parle notamment de concerts privés d'artistes avec leurs avatars.

## Partenaires
Mimesis Republic s'est entouré de partenaires importants pour développer son produit notamment, Xavier Niel, fondateur et vice-président du groupe Iliad, via son fonds d’investissement Kima Ventures, Marc Simoncini, P-DG et fondateur du site de rencontres Meetic, via son fonds d'investissement Jaina Capital, Steve et Jean-Émile Rosenblum, fondateurs et dirigeants de Pixmania via leur fonds d'investissement Dotcorp Asset Management, François Pinault, via sa holding Artemis S.A, Laurent Schwarz cofondateur d'Alten, Jean-François Cécillon ancien président d'EMI France, Pascal Nègre P-DG de Universal Music France.
La société a annoncé qu'elle avait signé des partenariats pour enrichir son univers virtuel avec :
- Universal Music pour promouvoir et lancer des artistes, réaliser des évènements musicaux, etc.
- Allociné qui va animer des salons communautaires en 3D autour de séries TV et de films
- Puma qui va associer la Mamba Nation à ses campagnes publicitaires, et apporter des items virtuels
- Trace qui va relooker l'habillage de ses chaînes de télévision (Trace TV, etc.) et de sa filiale de téléphonie mobile Trace Mobile
- DailyMotion qui va streamer de la vidéo au sein de l’expérience[7]